# 那波郡
- 令制国一覧 > 東山道 > 上野国 > 那波郡
- 日本 > 関東地方 > 群馬県 > 那波郡

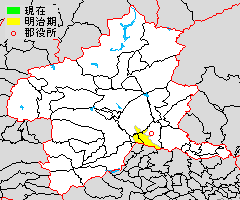
群馬県那波郡の範囲

那波郡（なわぐん）は、群馬県（上野国）にあった郡。

## 郡域
1878年（明治11年）に行政区画として発足した当時の郡域は、現在の行政区画では概ね以下の区域に相当する。
- 前橋市（山王町、西善町、中内町、東善町および山王町一・二丁目の一部）
- 伊勢崎市（稲荷町、宮古町、連取町、連取本町、山王町、大正寺町、馬見塚町、下蓮町、国領町、長沼町以南および境島村の一部）
- 佐波郡玉村町（大字上新田、与六分、斎田、八幡原、宇貫、板井を除く）

## 歴史

### 近代以降の沿革
- 「旧高旧領取調帳」に記載されている明治初年時点での支配は以下の通り。●は村内に寺社領が存在。幕府領は関東在方掛の岩鼻陣屋が管轄。（2町56村）

| 知行         | 知行                   | 村数     | 村名 |
| ------------ | ---------------------- | -------- | --- |
| 幕府領       | 幕府領                 | 3村      | ●下新田村、箱石村、下之宮村 |
| 幕府領       | 旗本領                 | 10村     | 飯島村、南玉村、上之手村、福島村、連取村、宮子村、飯塚村、前河原村、国領村、上蓮沼村 |
| 幕府領       | 幕府領・旗本領         | 1村      | 戸谷塚村 |
| 藩領         | 上野伊勢崎藩           | 2町 22村 | 田中島村、下今村、中今村、上今村、樋越村、田中村、韮塚村、阿弥大寺村、●柴町、中町、堀口村、北今井村、山王堂村、下福島村、八斗島村、除ヶ村、大正寺村、富塚村、下道寺村、長沼村、上蓮沼村、下蓮沼村、飯島村、馬見塚村 |
| 藩領         | 上野前橋藩             | 9村      | 宮古村、川井村、飯倉村、沼之上村、西善養寺村、両家村、●東上ノ宮村、●矢田村、西上ノ宮村 |
| 藩領         | 武蔵岩槻藩             | 1村      | ●山王村 |
| 藩領         | 上野高崎藩             | 1村      | ●角淵村 |
| 藩領         | 上野吉井藩             | 1村      | ●上茂木村 |
| 藩領         | 前橋藩・伊勢崎藩       | 1村      | 上福島村 |
| 幕府領・藩領 | 幕府領・前橋藩・吉井藩 | 1村      | 下茂木村 |
| 幕府領・藩領 | 幕府領・伊勢崎藩       | 1村      | 小泉村 |
| 幕府領・藩領 | 旗本領・前橋藩         | 4村      | 後箇村、藤川村、東善養寺村、中内村 |
| 幕府領・藩領 | 旗本領・岩槻藩         | 1村      | 横堀村 |

- 慶応4年6月17日（1868年8月5日） - 新政府が岩鼻陣屋に岩鼻県を設置。幕府領・旗本領を管轄。
- 明治初年 - 前橋藩の領地替えにより、旗本領の一部（東善養寺村、中内村）が前橋藩領となる。
- 明治2年12月26日（1870年1月27日） - 吉井藩が廃藩。管轄区域が岩鼻県の管轄となる。
- 明治4年
  - 7月14日（1871年8月29日） - 廃藩置県により藩領が伊勢崎県、前橋県、岩槻県、高崎県の管轄となる。
  - 10月28日（1871年12月10日） - 第1次府県統合により、全域が群馬県（第1次）の管轄となる。
  - 下今村・中今村・上今村が合併して今村となる。（2町54村）
- 明治6年（1873年）6月15日 - 群馬県（第1次）が入間県と合併して熊谷県となる。
- 明治9年（1876年）
  - 8月21日 - 第2次府県統合により、熊谷県が武蔵国の管轄地域を埼玉県に合併して群馬県（第2次）に改称。当郡域は群馬県の管轄となる。
  - 西善養寺村・両家村・矢田村・横堀村が合併して西善村となる。（2町50村）
- 明治11年（1878年）12月7日 - 郡区町村編制法の群馬県での施行により、行政区画としての那波郡が発足。「佐位那波郡役所」が佐位郡伊勢崎町に設置され、同郡とともに管轄。
- 明治12年（1879年） - 2ヶ所存在した飯島村が、それぞれ上飯島村（現玉村町）、東飯島村（現伊勢崎市）に改称。
- 明治15年（1882年） - 前河原村が佐位郡島村に合併。（2町49村）

### 町村制以降の沿革
- 明治22年（1889年）4月1日 - 町村制の施行により、以下の町村が発足。（1町5村）
  - 豊受村 ← 東飯島村、国領村、上蓮沼村、長沼村、下道寺村、下蓮沼村、馬見塚村、富塚村、大正寺村、除ヶ村（現・伊勢崎市）
  - 名和村 ← 戸谷塚村、中町、柴町、北今井村、山王堂村、韮塚村、八斗島村、阿弥大寺村、堀口村、下福島村（現・伊勢崎市）
  - 宮郷村 ← 田中村、西上ノ宮村、東上ノ宮村、宮古村、今村、連取村、田中島村、宮子村（現・伊勢崎市）
  - 玉村町 ← 下新田村、福島村、南玉村、上飯島村、上之手村、角淵村、西群馬郡上新田村、与六分村、斎田村（現・玉村町）
  - 芝根村 ← 下之宮村、箱石村、川井村、沼之上村、飯倉村、小泉村、後箇村、上茂木村、下茂木村（現・玉村町）
  - 上陽村 ← 山王村、中内村、東善養寺村、西善村（現・前橋市）、飯塚村、藤川村、樋越村、上福島村（現・玉村町）
- 明治29年（1896年）4月1日 - 郡制の施行のため、「佐位那波郡役所」の管轄区域をもって佐波郡が発足。同日那波郡廃止。

## 行政
佐位・那波郡長
| 代 | 氏名 | 就任年月日                | 退任年月日                | 備考                           |
| -- | ---- | ------------------------- | ------------------------- | ------------------------------ |
| 1  |      | 明治11年（1878年）12月7日 |                           |                                |
|    |      |                           | 明治29年（1896年）3月31日 | 佐位郡との合併により那波郡廃止 |